# Myropyxis caricicola
Myropyxis caricicola är en svampart som beskrevs av Ces. ex Rabenh. 1851. Myropyxis caricicola ingår i släktet Myropyxis, divisionen sporsäcksvampar och riket svampar.   Inga underarter finns listade i Catalogue of Life.